# Алеш Грдлічка
Алеш Грдлічка (чеськ. Aleš Hrdlička; 29 березня 1869, Гумполец - 5 вересня 1943, Вашингтон) - чеський антрополог, з 1881 року жив і працював у США. Автор гіпотези про заселення Північної Америки через Берингову протоку. Автор теорії про те, що еволюція людства пройшла через стадію неандертальців.

## Біографія
У 1881 році Алеш Грдлічка у віці 13 років разом з родиною емігрував до США. Працював на тютюновій фабриці. Після перенесеної хвороби захопився медициною. Вчинив і закінчив медичний коледж в Нью-Йорку. Відкрив приватну практику в Балтіморі. Вивчав патологію і психічні аномалії, зацікавився методами і прийомами антропометрії, для вивчення яких в 1896 році переїхав до Париж. У 1903 році отримав запрошення у відділ фізичної антропології Національного музею природної історії Вашингтона. З 1910 по 1942 рік очолював цей відділ. У 1918 році заснував «Американський журнал фізичної антропології». У 1929 році став засновником і першим президентом Американської асоціації фізичної антропології.

## Галерея

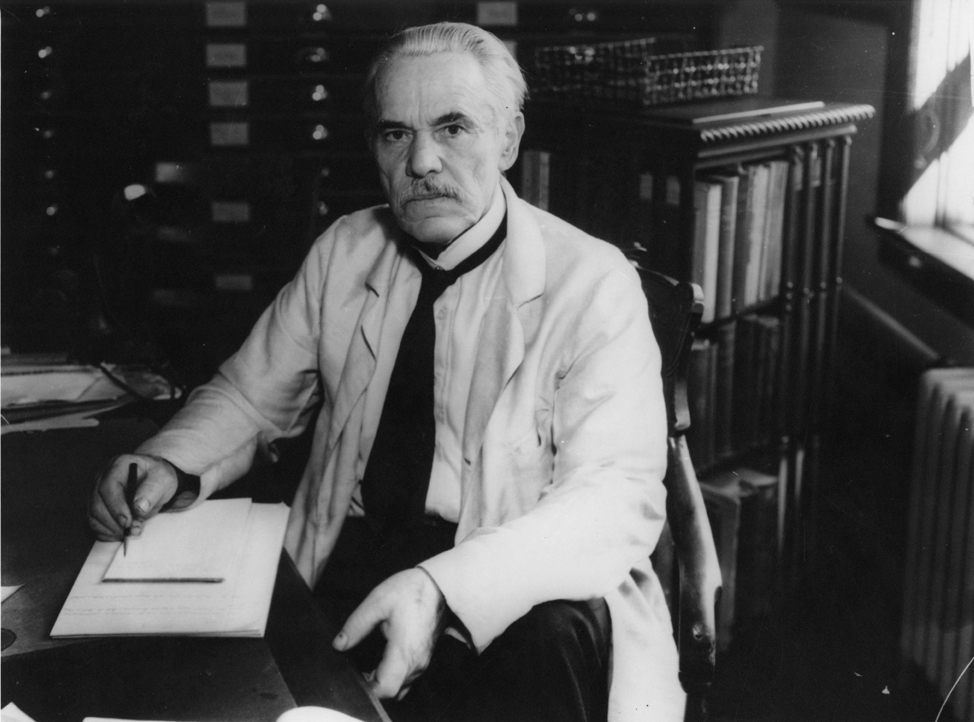
А. Грдлічка у 1930 році
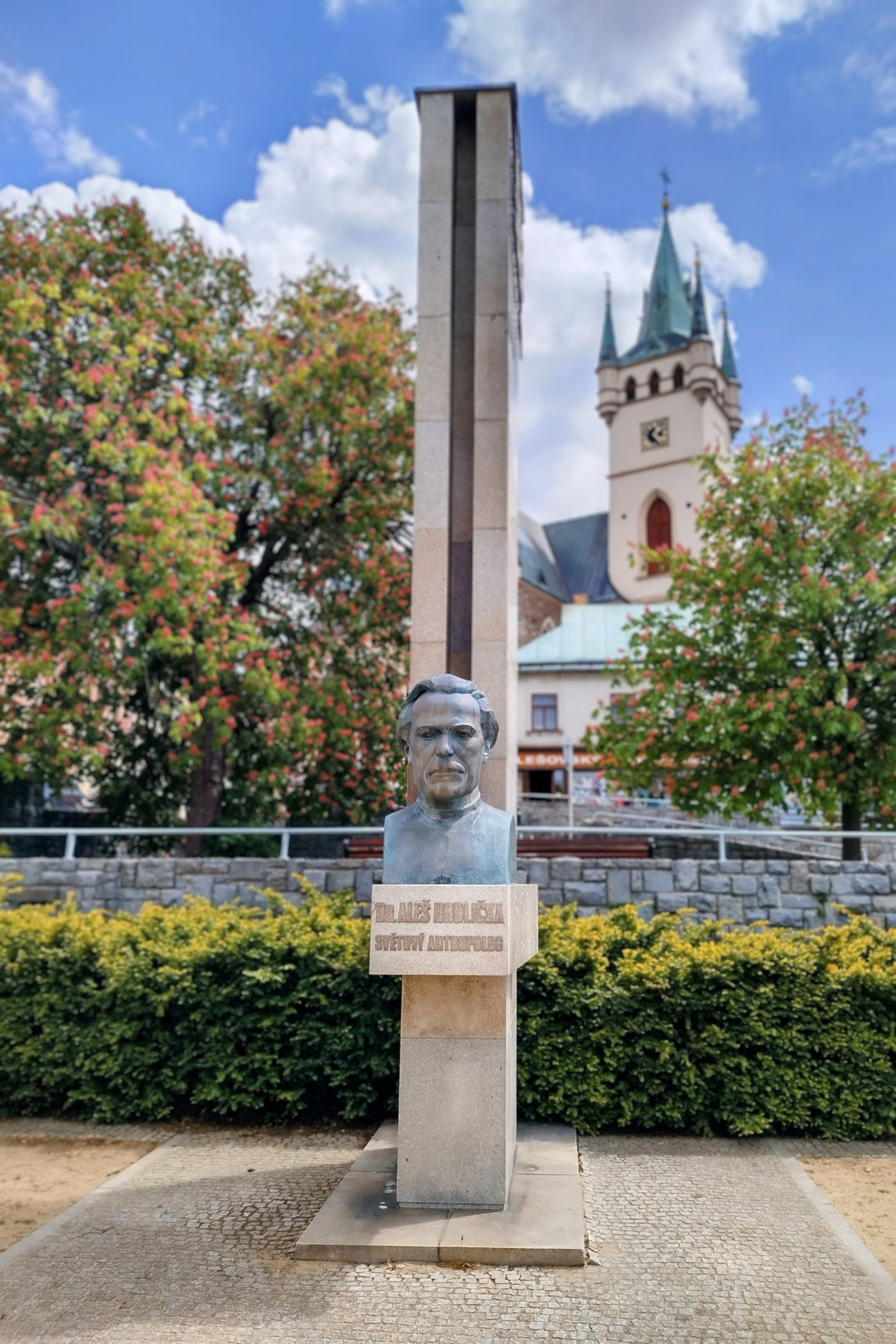
Меморіал доктору Алешу Грдлічці (1969) в Гумпольці

## Роботи
- «Фізична антропологія» (1919)
- «Скелетні останки стародавньої людини» (1930)
- «Прихід людини з Азії в світлі нових досліджень» (1932)